# Бакланы

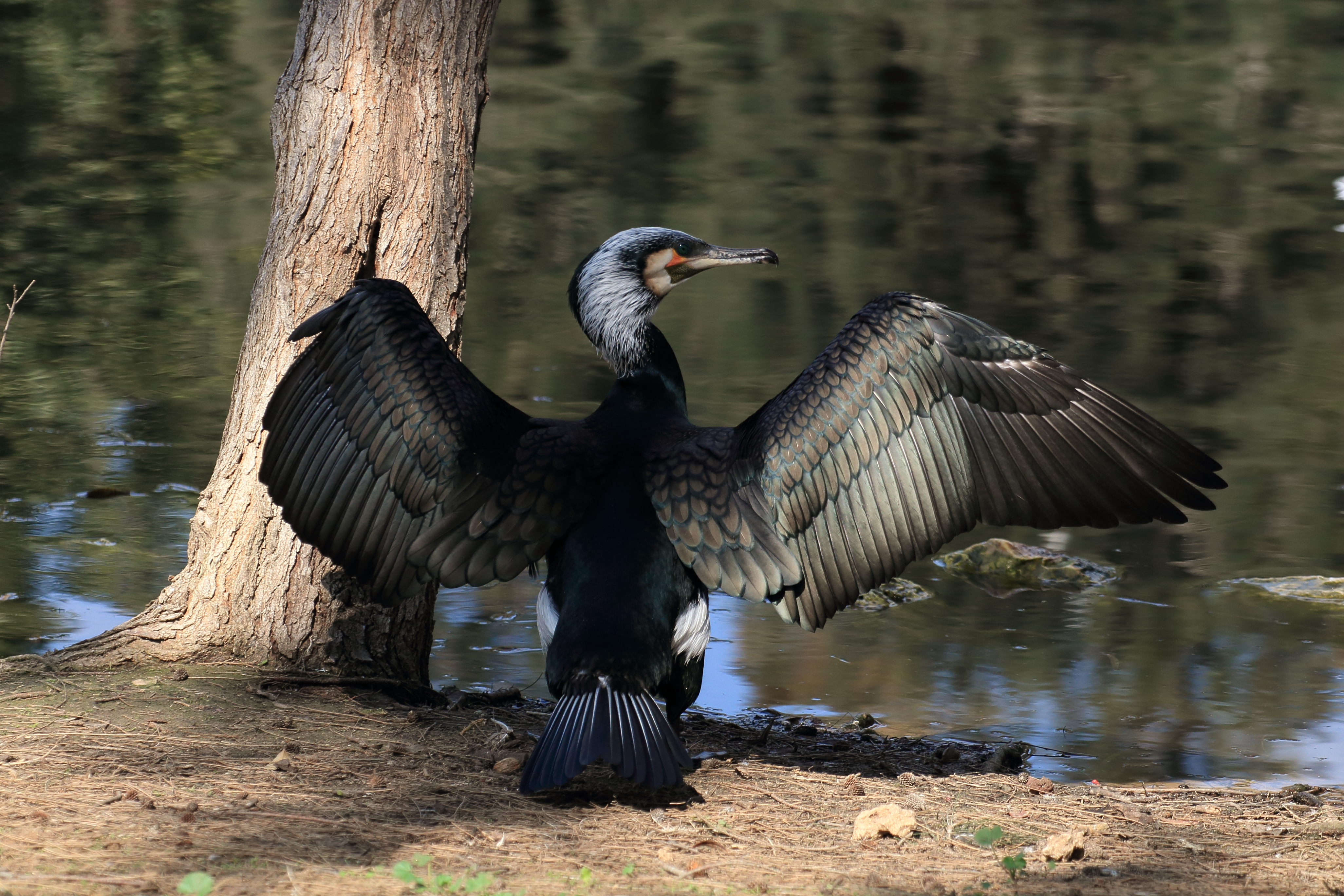

Бакла́ны (лат. Phalacrocorax) — род морских птиц семейства баклановых.
Широко распространены по всему миру с большим биологическим разнообразием в тропическом и умеренном климате. Обитают на морских побережьях континентов и островов, а также по берегам рек, озёр, на заболоченных территориях.
На территории России обитает два вида бакланов: большой баклан (P. carbo) и японский баклан (P. capillatus).

## Описание
Это средние либо крупные птицы размером с утку или гуся. Длина тела 50—100 см, размах крыльев 80—160 см. Оперение у большинства видов чёрное с металлическим блеском; у некоторых видов есть белые пятна на голове и брюхе. Во время высиживания и выведения цыплят голые участки кожи на голове, горловой мешок, кольца вокруг глаз и клюв становятся красными, жёлтыми, зелёными или коричневыми. Как правило, половой диморфизм (видимые различия у самок и самцов) проявляется только в размере (самцы крупнее). У молодых особей оперение светло-коричневое, причём нижняя часть светлее верхней. Тонкий цилиндрический клюв на конце загнут в виде крючка, ноздри отсутствуют. У основания клюва имеется участок голой кожи, по форме которого различают близкие виды. Лапы перепончатые, расположены далеко сзади.
Длинные крылья, шея и хвост делают их силуэт в полете крестообразным. Голова у сидящей, плывущей или летящей птицы обычно чуть приподнята. На суше сидят вертикально, вытянув шею, на воде — глубоко, опустив в воду хвост и приподняв клюв. Полёт быстрый, прямолинейный. С воды взлетают с разбега.

## Образ жизни

### Питание
Питаются в основном рыбой (мойва, анчоус, сельдь, сардина), но могут употреблять в пищу моллюсков, ракообразных и головоногих. Живущие на островах питаются рыбой, лягушками, водными насекомыми, морскими змеями и черепахами.

### Размножение
Гнездятся колониями, часто крупными, обычно вместе с другими колониальными птицами и другими животными: чайками, крачками, пингвинами, олушами, котиками и другими. Гнездо строят из веток и травы на деревьях, реже на заломах тростника, плоских островках или на прибрежных скалах. Кладка из 4—6 матовых, голубоватых с белыми потеками яиц.
Период инкубации длится 24—31 день, яйца откладываются поочерёдно в течение нескольких дней, поэтому птенцы сильно отличаются друг от друга размерами. Только появившиеся птенцы беспомощны, оперение у них отсутствует. Период до оперения сильно различается и длится 35—80 дней. Иногда кормление птенцов родителями продолжается и после оперения в течение двух-четырёх месяцев. Взрослое оперение у разных видов появляется в разные промежутки времени от одного до четырёх лет. Половая зрелость наступает через два — четыре года в зависимости от вида.
Хорошо ныряют, при этом прозрачная мигательная перепонка служит как бы подводными очками. Утром и вечером можно видеть, как большие стаи бакланов летят цепочками с ночевки к местам охоты и обратно. Голос — глухое карканье или стон.

## Использование для ловли рыбы
В Китае, Японии и Европе известна рыбная ловля с бакланами.
Прирученных птиц выпускают на длинных шнурах с лодки ловить рыбу, обычно ночью, при свете факелов. Чтобы баклан не смог проглотить добычу, на шею ему надевают кольцо небольшого диаметра, а хорошо обученные птицы приносят рыбу хозяину и без кольца. Несмотря на то, что таким способом с пятью-шестью бакланами можно за несколько часов наловить большую корзину рыбы, эта охота сейчас не имеет промыслового значения, а служит аттракционом для туристов.

## Классификация
Исторически вплоть до начала 2000-х годов в род Phalacrocorax часто включались все виды семейства баклановых, общим числом более 40, и научно обоснованное выделение отдельных видов в новые роды началось только во втором десятилетии XXI века. Международный союз орнитологов выделяет 12 видов:
- Береговой баклан (Phalacrocorax neglectus)
- Персидский баклан (Phalacrocorax nigrogularis)
- Phalacrocorax featherstoni
- Пятнистый баклан (Phalacrocorax punctatus)
- Белогрудый баклан (Phalacrocorax fuscescens)
- Пёстрый баклан (Phalacrocorax varius)
- Малый чёрный баклан (Phalacrocorax sulcirostris)
- Индийский баклан (Phalacrocorax fuscicollis)
- Капский баклан (Phalacrocorax capensis)
- Японский баклан (Phalacrocorax capillatus)
- Phalacrocorax lucidus
- Большой баклан (Phalacrocorax carbo)

Согласно результатам секвенирования ДНК, опубликованным в 2014 году, разделение между родом Phalacrocorax и ещё одним родом семейства баклановых Urile произошло 9—10 млн лет назад. Внутри рода Phalacrocorax в этот же период были выделены три клады более низкого уровня:
- первая, согласно исследователям, включает все подвиды большого (в том числе не выделявшегося в это время в отдельный вид P. lucidus), а также японского и капского бакланов (хотя отличия последнего от первых двух существенно больше, чем между ними);
- во вторую включаются пёстрый, белогрудый, малый чёрный, пятнистый, персидский бакланы и Phalacrocorax featherstoni, при этом пары пёстрый/белогрудый и пятнистый/featherstoni ближе между собой, чем с другими видами внутри клады. Биогеографически к этой же кладе может относиться индийский баклан, хотя с точки зрения молекулярного анализа он близок не только к включённому в неё пёстрому баклану, но и к виду ушастых бакланов из отдельного рода Nannopterum;
- и третью образует единственный вид — береговой баклан.